# 府県会規則
府県会規則（ふけんかいきそく、旧字体：府縣會規則、明治11年7月22日太政官第18号布告）は、明治時代に制定された、日本の府県に府県会を置くことをはじめて定めた規則。

## 沿革
- 明治11年（1878年）
いわゆる地方三新法の一つとして、1878年7月22日に太政官布告第18号により発布された。府県会規則の制定以前には、一部の府知事、県令が顧問的な会議（地方民会）を招集した例はあっても、法制度上の地方議会は存在しなかった。府県会規則は、地方制度ではあるが近代日本の議会の出発点であり、同じく選挙制度の出発点でもある。なお、府県会規則は、北海道と沖縄県には適用されなかった。
- 明治23年（1890年）
府県制施行によって廃止された。

## 歴史的意義
府県会規則における府県会の権限は、小さく弱いものと評価されている。府県会は府知事・県令に議案提出権を握られ、その府県内の事項を自分から取り上げることができなかった。決議を執行するに際して、あらゆる面で府知事・県令の許可・認可が必要であった。さらに、府知事・県令は府県会と衝突するとしばしばこれを解散した。選挙制度の面でも、限界がめだつ。選挙権と被選挙権に性別と納税資格の制限を課し、条文にはないが投票は記名式であった。
しかしながら、それ以前と比べるならば、選挙による地方議会が発足したことには意義がある。府県会は自由民権運動の舞台の一つとなった。

## 条文の内容
全部で14条によりなる。（引用は現代語訳）

### 目的
第一条で、「府県会は地方税を以て支弁すべき経費の予算及びその徴収方法を議定する」と府県会の目的を定めた。府県会とは、府の府会、県の県会を合わせた呼び名である。

### 選挙権・被選挙権
- 府県会の議員は公選で、郡区ごとに五人以下が選ばれた（第10条）。
- 議員資格は満25歳以上の男子でその府県に本籍を定め、満三年以上居住し、地租10円以上を納める者である（第13条）。
- 選挙資格は、満20歳以上の男子で、その郡区内に本籍を定め、地租5円以上を納める者である（第14条）。
「風癲白痴の者」、「懲役一年以上実決の刑に処せられた者」、身代限（破産）の処分を受け負債の弁償を終えていないもの、官吏および教員は、選挙と被選挙の資格を持たなかった（第13条）。

なお、議員の不逮捕特権はない。

### 会期等
- 府県会の会期としては、年一回の通常会と、臨時に開く臨時会とがあった（第2条）。
- 会の議事細則は府県会自身が定めて府知事・県令が許可し（第9条）、議長と副議長は府県会の議員から公選して府知事・県令が認可する。

### 議題
- 議題には、決算報告の受領（第6条）、予算、地方税徴収（第1条）の他に、地方税によって行なう事柄が定められた（第5条）。
- 府知事・県令は地方税事項については府県会の議決に従うものとされたが、認可すべきでないと考えた場合には内務卿に報告し指揮を請うた。府県会は他に、府県内の施策について府知事・県令が意見を問うた事柄についても議する（第8条）。これら議案はすべて府知事・県令が発するものとされた（第4条）。
- しかし一方、議員の提案で会議の過半数の賛成をもって、中央政府への建議を行なうこともできた（第7条）。

## 常置委員設置の改正
明治13年（1880年）11月に、府県会規則は改正され、常置委員をおくことが定められた。名の通り府県会が開かれていない時期にも活動する数人の常置委員が、府知事・県令から地方税支弁事項について諮問を受け、意見を述べるものであった。